# Vicente Palacio Atard
Vicente Palacio Atard (Bilbao, 2 gennaio 1920 – Madrid, 15 ottobre 2013) è stato uno storico spagnolo.
Per il suo orientamento politico fu qualificato come tradizionalista e nazicattolico. Fu membro dell'Real Academia de la Historia.

## Biografia
Dopo aver studiaro Lettere e Filosofia all'Universidad Central di Madrid, nel '44 conseguì il dottorato nello stesso ateneo con una dissertazione intitolata El tercer pacto de familia, algunas consideraciones para su estudio, il cui relatore fu Cayetano Alcázar.
Nel '48, ottenne per opposizione la cattedra di storia della Spagna moderna e contemporanea all'Università di Barcellona, venendo trasferito pochi mesi più tardi a Valladolid. 

Dal 1957 fino al suo pensionamento nel 1986, fu ordinario di Storia della Spagna contemporanea all'Università Complutense di Madrid.
Fra il '67 e il '69 curò la pubblicazione dei 6 volumi che compongono l'opera Cuadernos historiográficos de la Guerra de España. Il 27 febbraio 1986, fu eletto membro della Real Academia de la Historia, ricoprendo tale incarico dall'inaugurazione dell'istituto il 24 gennaio 1988 fino alla morte.
Si spense a Madrid il 15 ottobre 2013, all'età di 93 anni.

## Riconoscimenti
- 1978: Premio Nacional de Historia Menéndez Pelayo per l'opera La España del siglo XIX
- 27 febbraio 1986: medaglia n. 35 della Real Academia de la Historia

## Opere
- El Tercer Pacto de Familia (Madrid, CSIC, 1945).
- Derrota, agotamiento y decadencia en la España del siglo XVII (Madrid, Rialp, 1949; 4ª ed., 1987).
- Los españoles de la Ilustración (Madrid, Guadarrama, 1964).
- Ensayos de historia contemporánea (Madrid, Narcea, 1970).
- Cinco historias de la República y la Guerra (Madrid, Editora Nacional, 1973).
- La España del siglo XVIII. El siglo de las reformas (Madrid, UNED, 1978).
- La España del siglo XIX (1808-1898) (Madrid, Espasa-Calpe, 1978; 2ª ed., 1981).